# Procystiphora indica
Procystiphora indica är en tvåvingeart som beskrevs av Grover och Prasad 1966. Procystiphora indica ingår i släktet Procystiphora och familjen gallmyggor. Inga underarter finns listade i Catalogue of Life.